# 二神島 (長崎県)
二神島（ふたがみしま）とは、長崎県平戸市（旧北松浦郡大島村）にある無人島である。

## 概要
的山大島の長崎鼻から北へ約10km、壱岐島との間あたりに位置する。
大二神島と小二神島（大二神島の西3.2km）からなり、現在は無人島だが、昔は人が住んでいた。
戦時中は軍隊の駐屯があったため、今も軍事施設の跡がある。